# Крекінг-установка в Орандж
Крекінг-установка в Орандж — підприємство нафтохімічної промисловості в Техасі, розташоване в місті Орандж (на західному березі річки Сабін, що відділяє Техас від Луїзіани, за десяток кілометрів вище по течії від озера Сабін).
Численні установки парового крекінгу (піролізу) вуглеводнів діють у так званому Золотому трикутнику нафтохімічної промисловості Техасу — містах Порт-Артур (установки Chevron, BASF/Total, Flint Hill, Total/Novealis), Бомонт (виробництво компанії ExxonMobil) та Орандж. В останньому у 1967 році ввели в експлуатацію виробництво компанії DuPont, яке станом на 1997-й мало річну потужність по етилену в 590 тисяч тонн. У середині 2010-х цей показник зріс до 680 тисяч тонн.
Також можливо відзначити, що в 1990-х установка споживала сировинну суміш з рівними частками етану та пропану, тоді як згодом перейшла на використання 100 % етану. Останній у дедалі більших обсягах ставав доступним на узбережжі Мексиканської затоки внаслідок «сланцевої революції».